# Ahmed Ali al-Mwawi
Ahmed Ali al-Mwawi (1897-1979?) était un général de division dans l'armée égyptienne. Il a servi comme commandant général de la force expéditionnaire égyptienne lors de la guerre israélo-arabe de 1948-1949.